# تولیزما
تولیزما (به لاتین: Tulizma) یک منطقهٔ مسکونی در روسیه است که در شهرستان لاکسکی واقع شده‌است.